# Jánošíkove diery
Jánošíkove diery (případně pouze Diery) jsou soustava soutěsek na území obce Terchová v okrese Žilina na Slovensku v pohoří Kriváňská Malá Fatra.

## Popis
Jánošíkove diery se nachází v národní přírodní rezervaci Rozsutec která je součástí NP Malá Fatra. Skládají se ze tří ucelených částí: Dolné diery, Nové diery a Horné diery. Protéká jimi Dierový potok, jehož vodou byly Diery vytvořeny. Nachází se zde více než dvacet vodopádů, které vytvářejí Vodopády Dierového potoka. Bizarní skalní útvary se specifickým klimatem jsou domovem většího počtu nezvyklých druhů rostlin a živočichů. Lokalita je pojmenována podle místního rodáka a zbojníka Juraje Jánošíka (1688–1713).

### Turistické trasy
Jánošíkove diery jsou přístupné atraktivními značenými turistickými stezkami s lávkami, žebříky a řetězy –  tzv. zajištěná cesta o délce 4,9 km s převýšením 290 m a lze ji zvládnout za 2 a půl hodiny. Východiskem do Dier jsou osady patřící do katastru obce Terchová – Štefanová a Biely Potok. V Dolných dierach a Nových dierach je vybudovaná naučná stezka Diery vedoucí až na sedlo Vrchpodžiar. Žádná část není v zimním období oficiálně uzavřená je však potřeba přihlédnout k aktuálnímu počasí a může být nutno použít patřičné vybavení jako jsou mačky, přilba a cepín. Pouze za jistých okolností mohou být diery neschůdné.